# Плавучая батарея

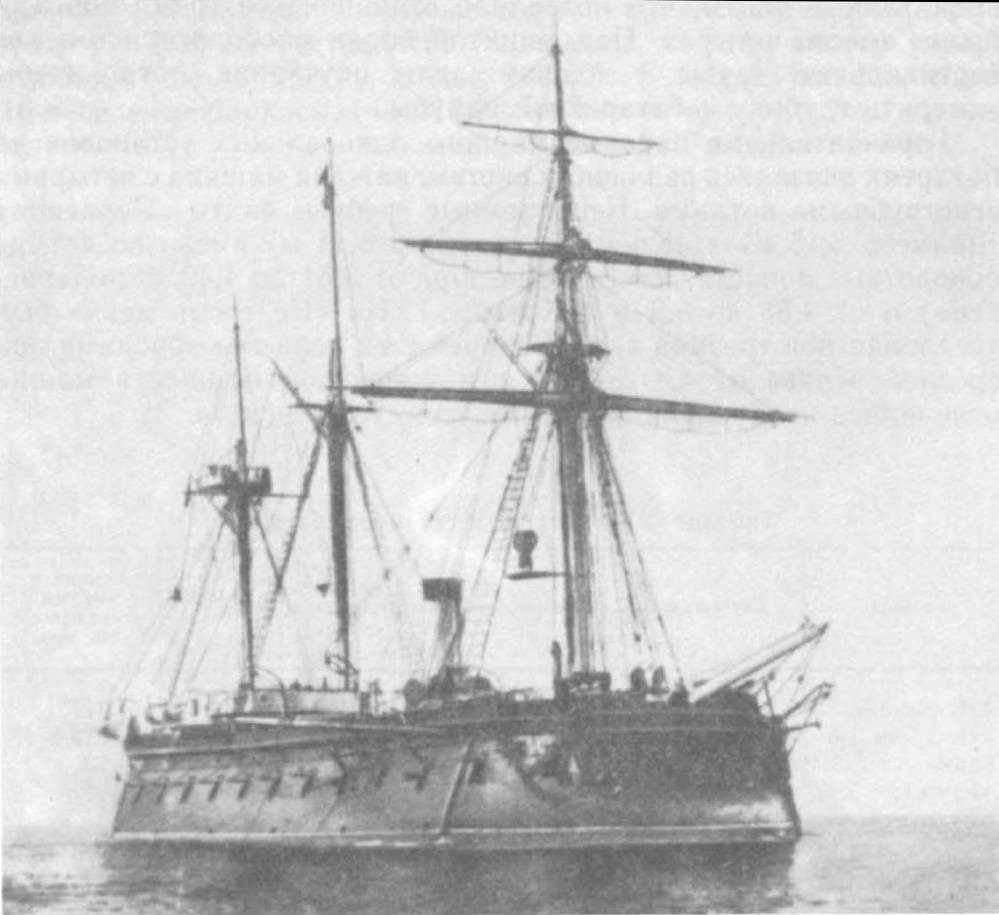
Плавучая батарея «Первенец».
1863 год.

Плавучая батарея (Плавбатарея, floating battery) — специализированный военный артиллерийский корабль, плавучая артиллерийская платформа (плоты или понтоны) или, реже, судно гражданского назначения с установленной на нём артиллерией.
В других источниках указано, что Плавучая батарея, род канонирской или бомбардирной лодки в большом размере, и тип военного судна, употреблявшийся с конца XVIII столетия вплоть до 90-х годов XIX столетия, и представляла собой судно весьма прочной конструкции с артиллерией большого калибра. Как правило, плавучие батареи не имели других основных качеств военного корабля, прежде всего маневренности и мореходности. По своему предназначению создавались для обстрела или обороны сухопутных и морских позиций, иногда в целях противо-воздушной обороны (ПВО). Вооружались артиллерией различных калибров, на некоторых плавучих батареях основным вооружением являлась зенитная артиллерия. Водоизмещение плавучих батарей было различным, от 100 до 2 500 — 3 000 тонн. Первые плавучие батареи не имели брони, в дальнейшем на них стали размещать слабую бронезащиту, на поздних плавучих батареях броневая защита, наоборот, была очень мощной. Как правило, плавучие батареи, обладая большой огневой мощью, имели незначительную скорость хода, а некоторые из них вовсе не имели двигателей и могли передвигаться только на буксире. Дальнейшим развитием идеи бронированной плавучей батареи стали мониторы и броненосцы береговой обороны.

## История
Для оказания помощи (поддержки) при штурме береговых укреплений противника, их обстрела и поражения, Армейский флот использовал канонирские или бомбардирные лодки (суда, катера). Убеждённый опытом о пользе флота, Пётр Алексеевич назначил в течение 1697, 1698 и 1699 годов, построить ещё 55 кораблей и фрегатов и 11 бомбардирных судов и брандеров.
Предтечей плавучих батарей можно считать использование защитниками Копенгагена деревянных плотов с размещенными на них пушками против бомбовых кечей объединённого британско-голландско-шведского флота, что было засвидетельствовано Натаниэлем Урингом в 1700 году. Первые плавучие батареи как таковые были построены в 1782 году во время большой осады Гибралтара, а их изобретение и использование приписывается испанскому генерал-лейтенанту Антонио Барсело.
Специально построенной плавучей батареей была Flådebatteri No. 1, спроектированная главным инженером Хенриком Гернером в 1787 году. Он был 47 метров (154 фута) в длину, 13 метров (43 фута) в ширину и был вооружен 24 орудиями и использовался во время Копенгагенского сражения в 1801 года под командованием Питера Виллемоэса. Британцы ограниченно использовали плавучие батареи во время Французской революции и наполеоновских войн, с двумя плавучими батареями класса Musquito и Firm, а также с некоторыми отдельными судами, такими как HMS Redoutt.
Особенно много разновидностей плавучих батарей было разработано в XIX веке.
В 1814 году в США по проекту Роберта Фултона был построен «Demologos», первый в мире военный корабль с паровым двигателем, использовавшийся в качестве плавучей батареи для защиты гавани Нью-Йорка во время англо-американской войны (1812—1815).

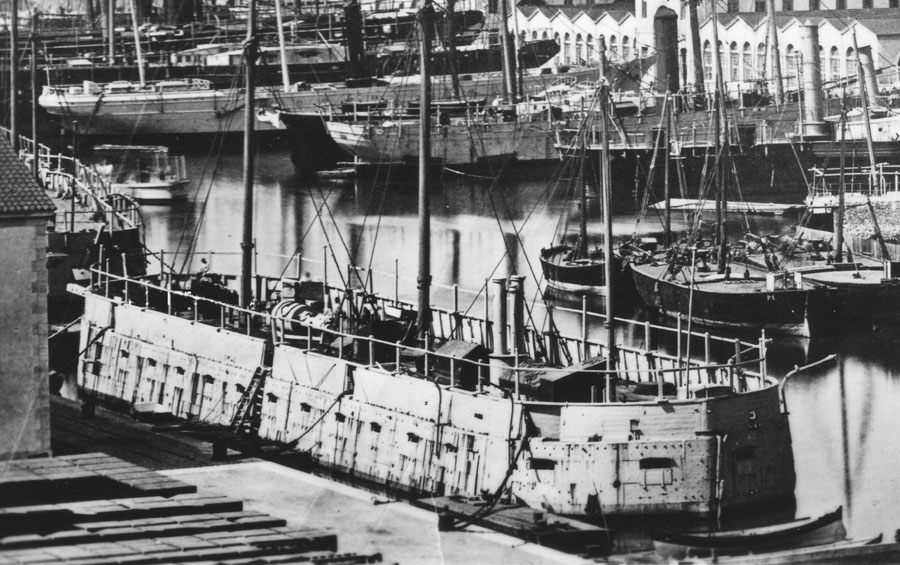
Броненосная плавучая батарея французского флота «Lave», 1854. Эта броненосная плавбатарея вместе с однотипными «Tonnante» и «Dévastation» уничтожила российские форты и береговые батареи в сражении под Кинбурном в 1855 году.

В 1853—1856 годах британские и французские военно-морские силы весьма успешно использовали броненосные плавучие батареи в качестве дополнения к деревянному паровому боевому флоту во время Крымской войны. Роль этих плавучих батарей состояла в том, чтобы помогать небронированным мортирам и канонерским лодкам обстреливать береговые укрепления. Французы использовали три плавбатареи («Девастасьон», «Лэв» и «Тоннант») в 1855 году против крепости Кинбурн на Чёрном море, где они показали себя очень эффективными против береговой обороны русских, ядра которых оказались совершенно бессильны против их 110-мм брони. Флаг-капитан адмирала Лайонса отмечал, описывая воздействие русского огня на французские броненосные батареи, что «бомбы разбивались о них, будто стеклянные», и что французские батареи были «безупречны».
Французский вице-адмирал Брюа писал позднее французскому морскому министру Гамелену: «Я отношу быстроту, с которой мы достигли победы, во-первых, на счет полного окружения форта со стороны и суши, и на моря, и, во-вторых, — на счет плавучих батарей, которые проламывали огромные бреши в крепостных валах и которые, благодаря замечательно точному прицельному огню, оказались способны разрушать прочнейшие стены. Многого можно ожидать от использования этих грозных машин войны…»
Британцы планировали использовать свои силы в Балтийском море против Кронштадта, что, возможно, оказало влияние на то, что русские запросили мира. Тем не менее, Кронштадт считался самым сильно укрепленным военно-морским арсеналом в мире на протяжении большей части XIX века, и его комбинированная защита постоянно улучшалась, чтобы соответствовать новым изменениям в технологиях. Но когда в начале 1856 г. британские бронированные батареи были подготовлены против Кронштадта, русские уже построили новые сети отдаленных фортов, новые береговые батареи и установили заграждения из подводных мин, против которых британцы не смогли создать систему уничтожения под огнем наземных батарей.
Плавучие батареи широко применялись как Союзом, так и Конфедерацией во время Гражданской войны в США. Первой была плавучая батарея Конфедерации в гавани Чарльстона, которая принимала активное участие в бомбардировке форта Самтер в апреле 1861 года. В свою очередь, в течение всей войны северяне широко использовали плавучие батареи мортир для подавления фортов и береговых батарей южан. В плавучие батареи также превращались экспериментальные броненосные суда, которые оказывались слишком громоздкими или недостаточно мощными. Они использовались обеими сторонами для контроля над реками и прибрежными водными путями. В этих водах также батареи Гражданской войны и даже броненосцы, такие как знаменитые мониторы, были очень уязвимы для мин, защищенных, в свою очередь, фортами. В результате объединённая оборона Чарльстона, Южная Каролина, например, никогда не была подавлена ВМС Союза.
В 1877—1878 годах в России на Чёрном море было построено семь несамоходных броненосных плавучих батарей. По конструкции каждая представляла собой деревянные понтоны, объединённые общей платформой, на которую были установлены нарезные орудия (три единицы 152-мм орудий и два 229-мм орудия) и две гладкоствольные 152-мм «пушко-корронады».
Для защиты от вражеского огня имелся лобовой броневой бруствер толщиной 6 дюймов. По бортам толщина колебалась от одного до двух дюймов.
Их постройка была вызвана отсутствием у России на Чёрном море военного флота и береговых укреплений, запрещённых всем черноморским державам Парижским трактатом 1856 года. Наличие подобных плавучих батарей было достаточным для предотвращения нападения противника на отдельные охраняемые базы и проливы.
Импровизированные плавучие батареи из барж, на которые были установлены пушки, широко использовались речными флотилиями в 1918—1922 годах во время интервенции и Гражданской войны в России

## Примеры
Ниже перечислены примеры некоторых плавбатарей ВМФ России:
- «Не тронь меня»[2];
- «Первенец»[2];
- «Кремль»[2][5];
- и другие.